# Menjamel estornellenc
El menjamel estornellenc (Anthochaera chrysoptera) és una espècie d'ocell de la família dels melifàgids (Meliphagidae) que habita boscos poc densos de l'est d'Austràlia, al sud-est de Queensland, est de Nova Gal·les del Sud, sud de Victòria, sud-est d'Austràlia Meridional i Tasmània.